# Carlo Polli
Carlo Polli (Milano, 17 gennaio 1928 – 1º febbraio 2007) è stato un politico italiano.

## Biografia
Partigiano, ha partecipato alla lotta di Liberazione con Sandro Pertini. Nel dopoguerra è membro del Partito Socialista Italiano, vicino alle posizioni di Francesco De Martino, è stato segretario regionale del PSI in Lombardia. 
Membro della Commissione centrale di beneficenza della Cariplo, è stato per 12 anni alla Ca' de Sass, svolgendo anche il ruolo di vicepresidente di Cariplo. Ha ricoperto la carica senatore della Repubblica per il PSI dal 1976 al 1979 nella VII Legislatura.
È morto il 1º febbraio 2007, due settimane dopo aver compiuto 79 anni.